# Durisdeer Parish Church

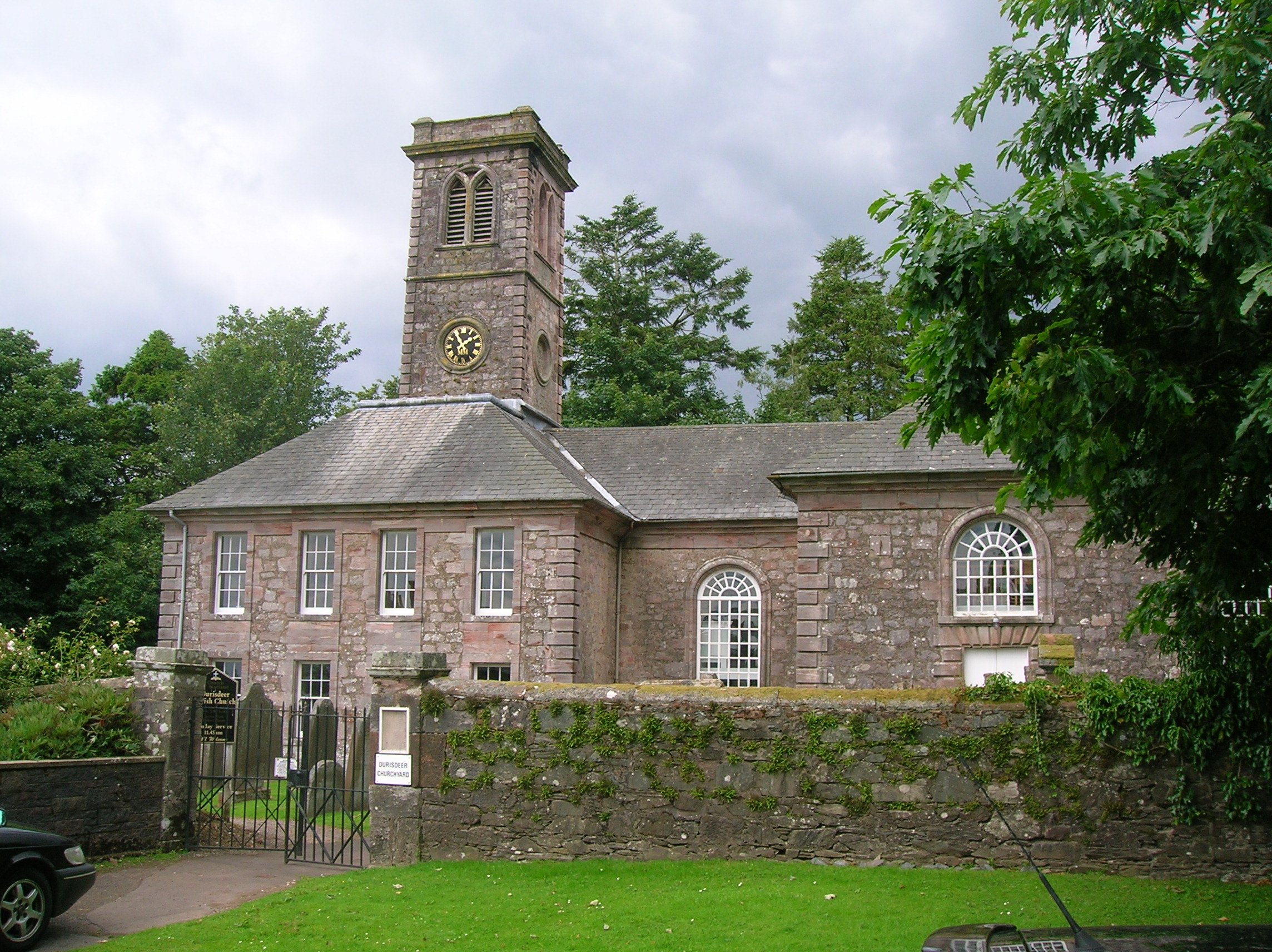
Durisdeer Parish Church

Die Durisdeer Parish Church ist ein Kirchengebäude der presbyterianischen Church of Scotland in dem schottischen Weiler Durisdeer in der Council Area Dumfries and Galloway. 1971 wurde das Bauwerk in die schottischen Denkmallisten in der höchsten Denkmalkategorie A aufgenommen.

## Geschichte
Am Standort existierte ein vermutlich dem Heiligen Cuthbert geweihtes Vorgängerbauwerk. Über die Geschichte dieser Kirche liegen jedoch keine weiterführenden Informationen vor. Das heutige Kirchengebäude wurde vermutlich zwischen 1718 und 1720 nach einem Entwurf des schottischen Architekten James Smith erbaut. Manche Quellen nennen jedoch auch ältere Daten bis 1699. Mitte der 1780er Jahre wurde das Dach erneuert und der Aufbau des Dachstuhls vereinfacht. 1957 wurde das Dach ein weiteres Mal neu eingedeckt.

## Beschreibung
Die Durisdeer Parish Church liegt inmitten des umgebenden Friedhofs am Nordrand von Durisdeer. Das Gebäude weist einen kreuzförmigen Grundriss mit einem quer vorgelagerten Flügel an der Westseite auf. Das rechteckige Eingangsportal an diesem Flügel ist rustiziert eingefasst. Eine Sonnenuhr aus dem Jahre 1699 wurde vermutlich aus einem Vorgängerbauwerk übernommen. Mittig sitzt ein Glockenturm mit quadratischem Grundriss auf. Er ist mit blinden Oculi und darüber gekuppelten Lanzettfenstern in einer rundbögigen Natursteineinfassung gestaltet. Der Turm schließt mit einem Kranzgesimse und einer flachen Brüstung. Der Flügel beherbergt unter anderem die Privaträume der Dukes of Queensberry. Mit Ausnahme dieses Flügels sind Rundbogenfenster in profilierten Natursteineinfassungen verbaut. Die kleinteiligen Sprossenfenster entsprechen nicht der ursprünglichen Ausführung.

## Queensberry Aisle
Der Queensberry Aisle ist ein Mausoleum der Dukes of Queensberry. Er schließt sich an die Nordseite an und ist vermutlich älteren Datums als das Kirchengebäude. Das quadratische Bauwerk aus polierten Steinquadern wurde um 1711 umgestaltet. Es schließt mit einer geschwungenen, schiefergedeckten Haube. Im Inneren ist ein von John Van Nost gestaltetes, marmornes Wandmonument hervorzuheben. Die tieferliegende Gruft ist mit einem Baldachin aus weißem Marmor gestaltet.

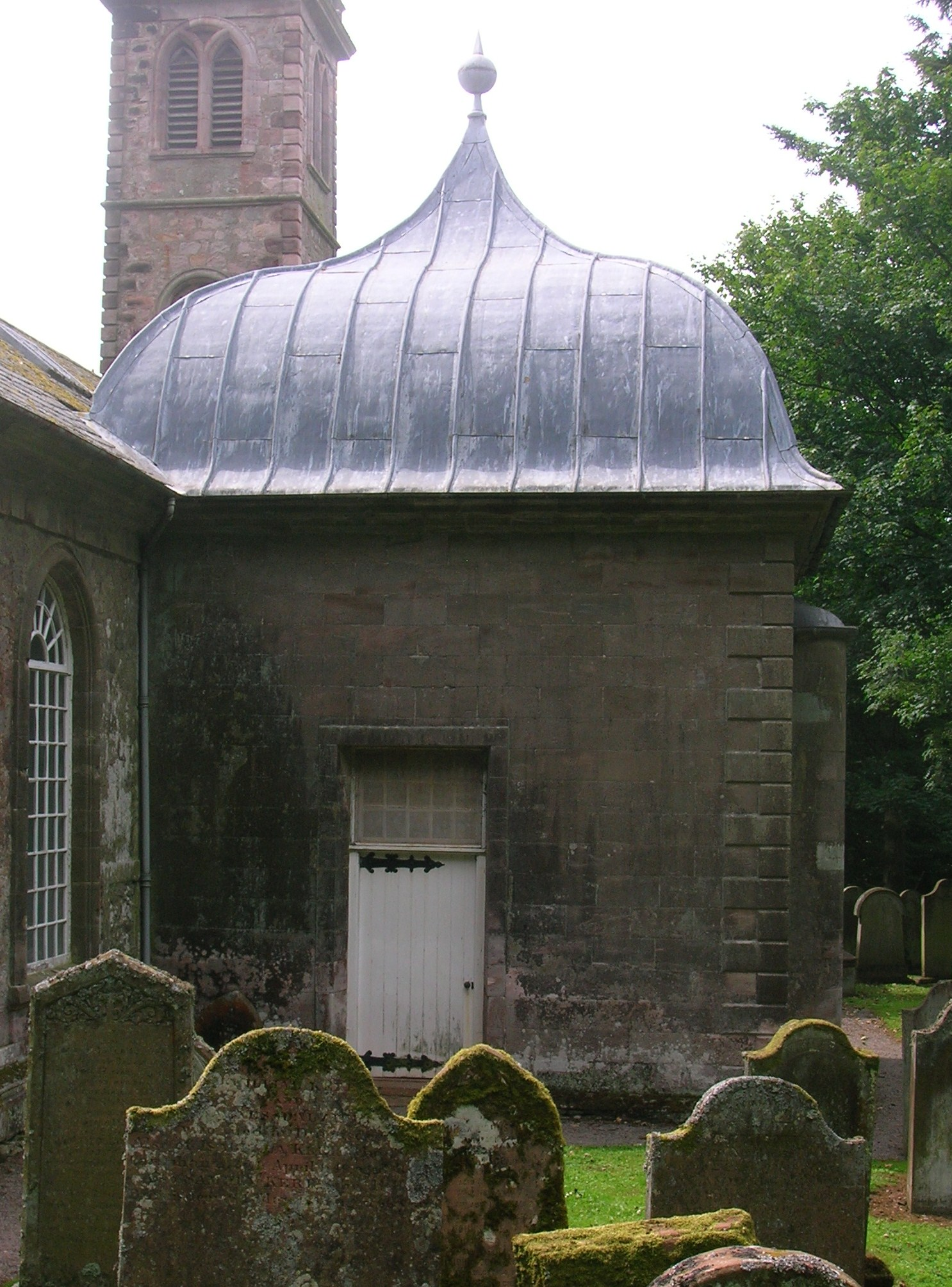
Queensberry Aisle
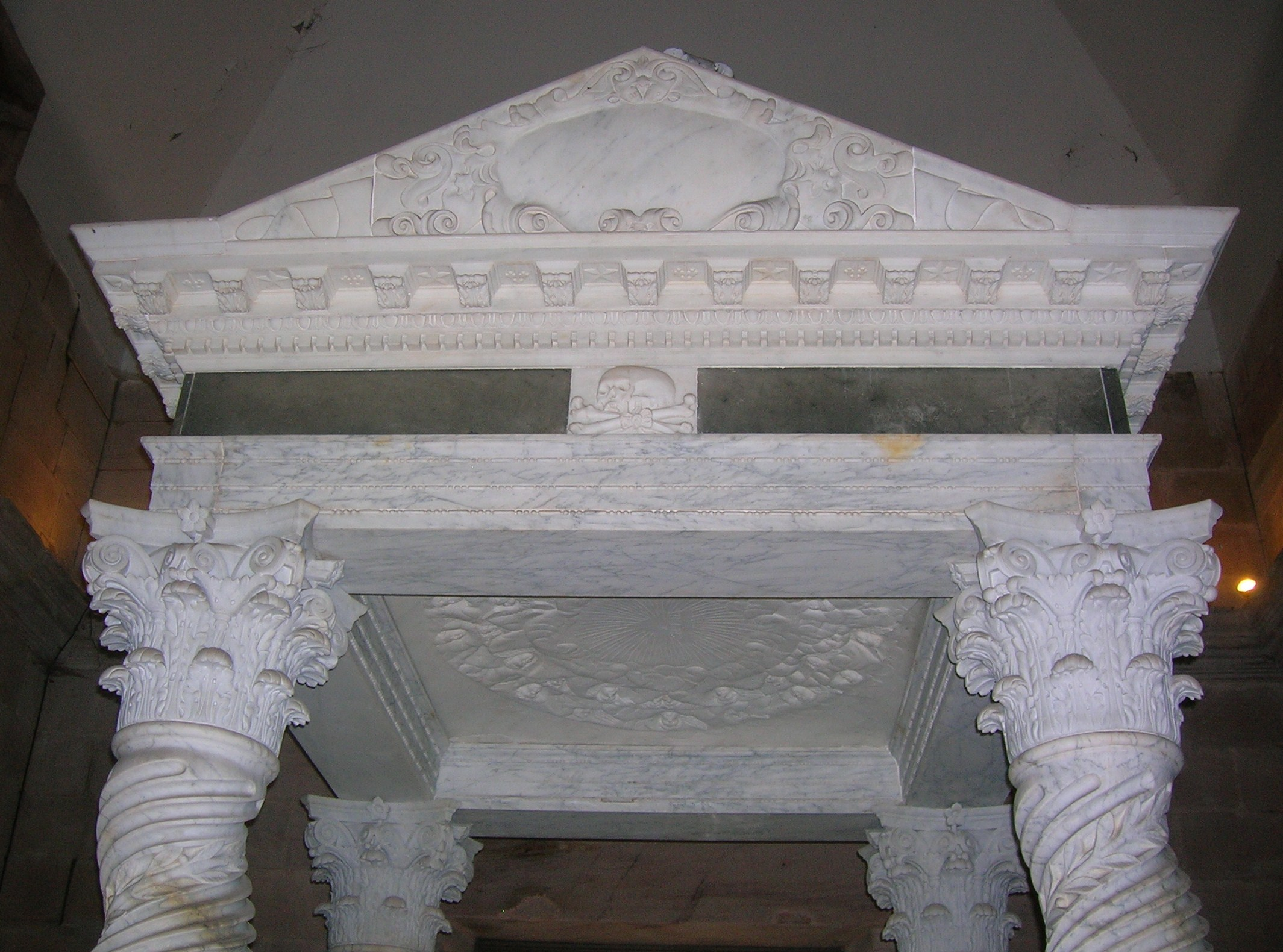
Marmorner Baldachin
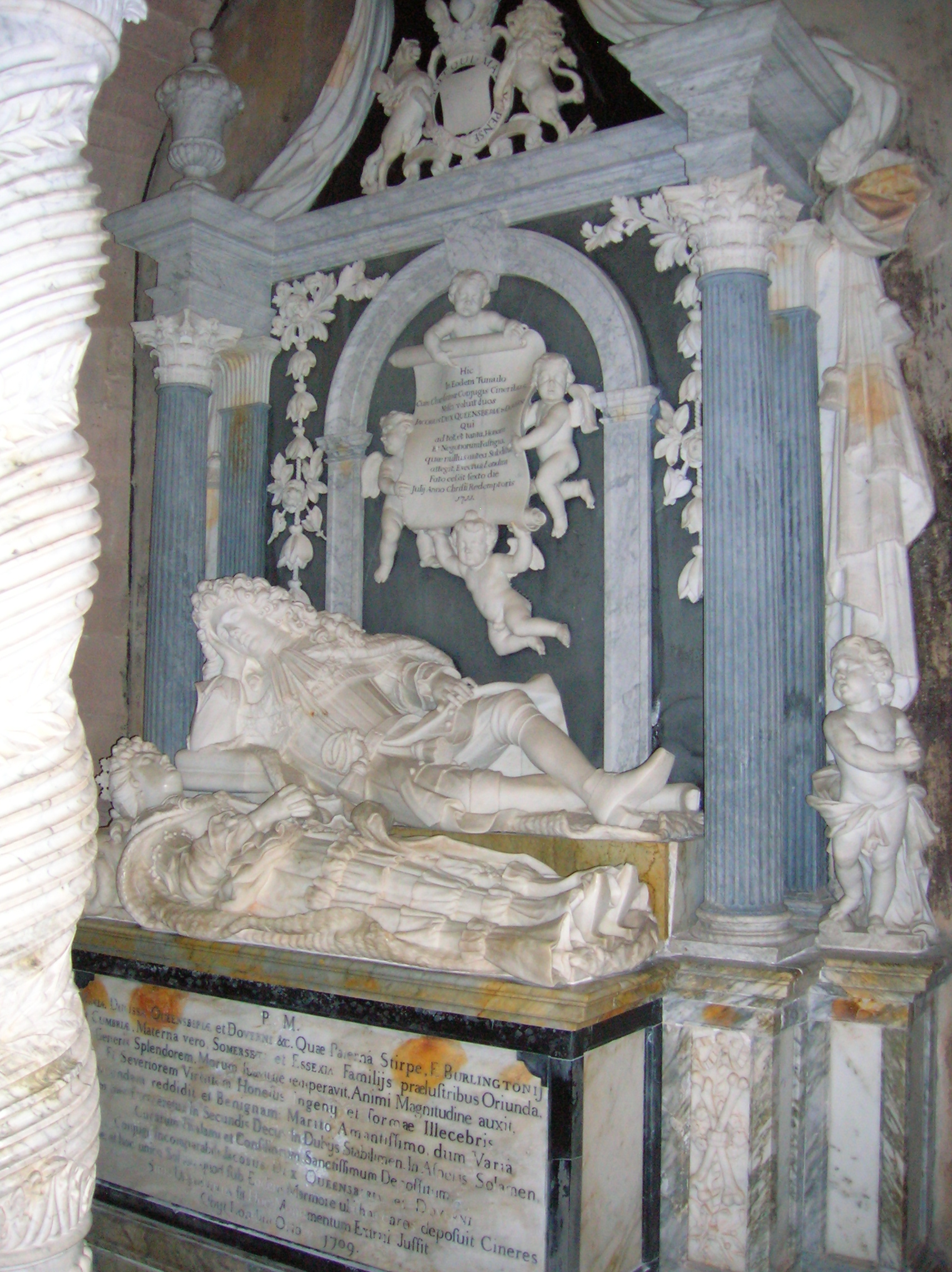
Grabstätte von James Douglas, 2. Duke of Queensberry

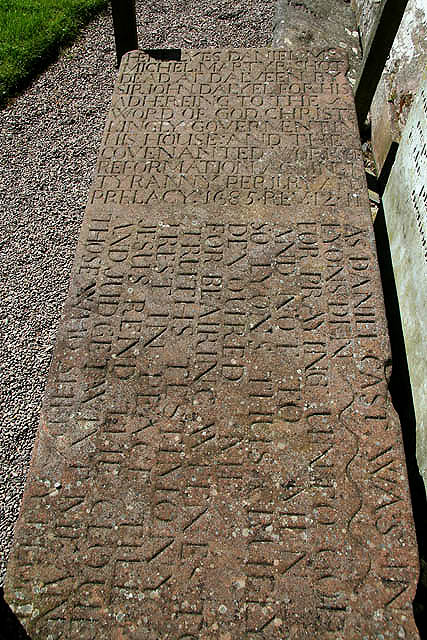
Grab Daniel MacMichaels

## Friedhof
Auf dem umliegenden Friedhof sind zahlreiche historisch wertvolle Grabsteine aus dem 17. bis 19. Jahrhundert erhalten. Oftmals sind sie klassizistisch ausgestaltet. Hervorzuheben ist das Grab Daniel MacMichaels. Der Covenanter wird als „Märtyrer“ für ihre Sache bezeichnet.